# Hugh Fisher
Hugh Fisher (Hamilton, Waikato, 1 de outubro de 1955) é um ex-canoísta canadiano especialista em provas de velocidade.

## Carreira
Foi vencedor da medalha de ouro em K-2 1000 m e da medalha de bronze em K-2 500 m em Los Angeles 1984 com o seu colega de equipe Alwyn Morris.